# M19 60mm 迫撃砲
M19 60mm 迫撃砲（M19 Mortar）とは、アメリカ軍が採用した60mm軽迫撃砲である。

## 概要
M19迫撃砲はM2迫撃砲の後継として設計され、第二次世界大戦中の1942年に制式採用された。
M2迫撃砲同一の砲弾を使用しながらも、M2迫撃砲と違って、装填すると自動的に射撃するだけでなく、装填後に引き金を引くことで射撃することも可能である。
初期型のM19迫撃砲は、大日本帝国陸軍の八九式重擲弾筒やイギリス陸軍のSBML 2インチ迫撃砲と同じように砲身に形状の単純なM1マウントが付いているだけで仰角は砲身を支える人間の手で調節するなど、兵士1人で運搬と射撃が可能なように設計されていた。
しかし命中精度があまりにも低かったため、アメリカ軍では兵士からは使用を拒否されるほどに嫌われていた。そこでM19迫撃砲の砲身に、M2迫撃砲のM5マウントを組み合わせて底盤と二脚を装着可能とすることで、一般的な迫撃砲のように運用できるようにされた。これによりM2迫撃砲と比較して命中精度は高くなったが、重量が増加した上に射程はむしろ短かったため、M19迫撃砲の生産は少数に止まりM2迫撃砲を更新するには至らなかった。
M19迫撃砲の大半は廃棄処分されるか海外に売却・供与されたが、一部は米軍でM2迫撃砲と共に朝鮮戦争やベトナム戦争で使用され、1970年代後半以降にM224迫撃砲に更新されて退役するまで活躍した。
現在でもベルギーとカナダが使用している。

## 諸元・性能
諸元
- 種別: 迫撃砲
- 口径: 60mm
- 砲身長: 819 mm
- 重量: 20.5kg（M5マウント） / 9.3kg（M1マウント）

性能
- 俯仰角: 45°- 85°（M5マウント） / 無制限（M1マウント）
- 旋回角: 14°（M5マウント） / 無制限（M1マウント）
- 初速: 168 m/秒（榴弾）
- 最大射程: 最大1,790m
- 発射速度: 最大 30発/分、持続 18発/分

砲弾・装薬
- 弾薬: 60mm迫撃砲弾・装薬